# Método de Cochrane-Orcutt
El método de Cochrane-Orcutt es un procedimiento en econometría, que ajusta un modelo lineal de correlación serial en el término de error. Lleva el nombre de los estadísticos Donald Cochrane y Guy Orcutt, que trabajaron en el Departamento de Economía Aplicada de la Universidad de Cambridge.

## Teoría
Considere el siguiente modelo
{\displaystyle y_{t}=\alpha +X_{t}\beta +\varepsilon _{t},\,}
donde {\displaystyle y_{t}} es el valor de la variable dependiente de interés en el tiempo t, {\displaystyle \beta } es una columna vector de coeficientes a estimar, {\displaystyle X_{t}} es un vector fila de variables explicativas en el momento t, y {\displaystyle \varepsilon _{t}} es el término de error en el momento t.
Si se comprueba a través del estadístico de Durbin-Watson que el término de error está serialmente correlacionado con el tiempo, entonces la inferencia estadística estándar tal como se aplica normalmente a regresiones no es válidas porque los errores estándar se estimaron con sesgo. Para evitar este problema, los residuos deben ser modelados. Si se encuentra que el proceso de generación de los residuos es un proceso estacionario de primer orden con estructura autorregresiva, {\displaystyle \varepsilon _{t}=\rho \varepsilon _{t-1}+e_{t},\ |\rho |<1}, con los errores {{\displaystyle e_{t}}} siendo ruido blanco, a continuación, el procedimiento de Cochrane-Orcutt puede ser utilizado para transformar el modelo mediante la adopción de un cuasi-diferencia:
{\displaystyle y_{t}-\rho y_{t-1}=\alpha (1-\rho )+\beta (X_{t}-\rho X_{t-1})+e_{t}.\,}
En esta forma descriptiva, los términos de error son ruido blanco, por lo que inferencia estadística es válida. A continuación, la suma de cuadrados de los residuos (la suma de cuadrados de las estimaciones {\displaystyle e_{t}^{2}}) se reduce al mínimo con respecto a los {\displaystyle (\alpha ,\beta )}, condicionados a {\displaystyle \rho }.

## La estimación del parámetro autorregresivo
Si {\displaystyle \rho } no es conocido, entonces se estima regresionando primero el modelo no transformado y obteniendo los residuos {{\displaystyle {\hat {\varepsilon }}_{t}}} y posteriormente regresionando {\displaystyle {\hat {\varepsilon }}_{t}} en {\displaystyle {\hat {\varepsilon }}_{t-1}}, dando lugar a una estimación de {\displaystyle \rho } y haciendo la regresión transformada esbozada anteriormente factible. (Tenga en cuenta que un punto de datos, la primera, se pierde en esta regresión.) Este procedimiento de autoregresión de los residuos estimados se puede hacer una vez y el valor resultante de {\displaystyle \rho } puede ser utilizado en la regresión y transformada, o los residuos de la autorregresión pueden a su vez ser autorregresados en pasos consecutivos hasta que ningún cambio sustancial en el valor estimado de {\displaystyle \rho } es observado.